# Medora Covered Bridge
Die Medora Covered Bridge ist eine historische überdachte ehemalige Straßenbrücke im Jackson County, im US-Bundesstaat Indiana, in den Vereinigten Staaten. Die 1875 errichtete Brücke, die im Burr-Truss-Design gestaltet ist, befindet sich etwa einen Kilometer südöstlich von Medora, abseits der Indiana State Road 235. Sie überspannt den East Fork White River.
Die Gesamtlänge der Medora Covered Bridge beträgt 132,3 Meter. Die Brücke ist seit 1972 für den Fahrzeugverkehr gesperrt, bleibt jedoch für Fußgänger offen. Das Fundament besteht aus Kalkstein, die Wände sind holzverschalt und der Dach besteht aus Stahl. Architekt war Joseph J. Daniels.
Die Medora-Brücke wurde vom National Register of Historic Places mit der Nummer 07000977 am 19. September 1977 aufgenommen.